# Sidi Boubker El Haj
Sidi Boubker El Haj  (in arabo سيدي بوبكر الحاج‎?) è un centro abitato e comune rurale del Marocco situato nella provincia di Kénitra, regione di Rabat-Salé-Kénitra. Conta una popolazione di 19 327 abitanti (censimento 2014).